# Evangelische Kirche (Hochstätten)
Die Kirche Hochstätten ist ein denkmalgeschütztes Kirchengebäude in Hochstätten im Landkreis Bad Kreuznach. Sie wird von der protestantischen Kirchengemeinde als Pfarrkirche genutzt.

## Baugeschichte

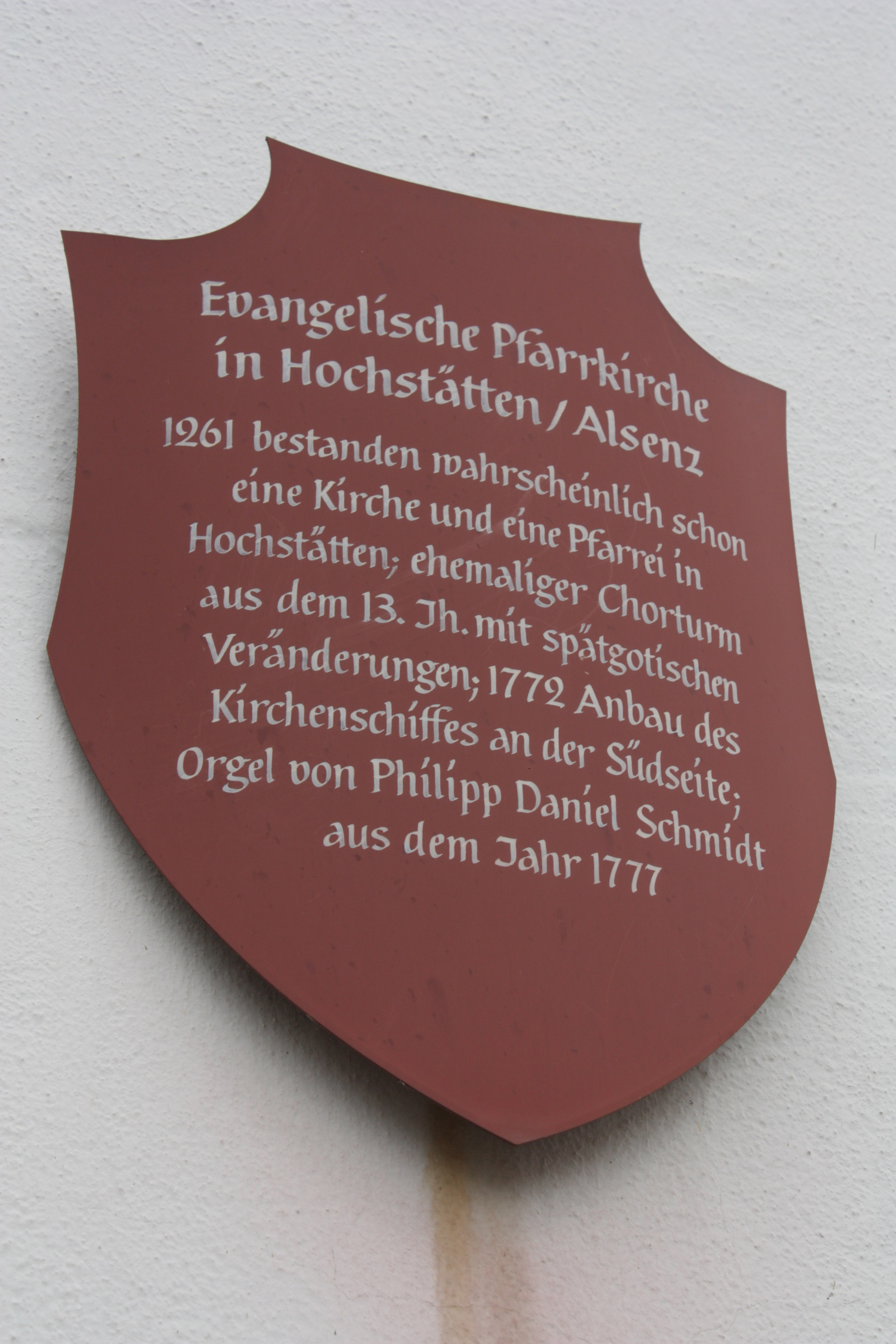
Geschichtstafel an der Eingangsfassade

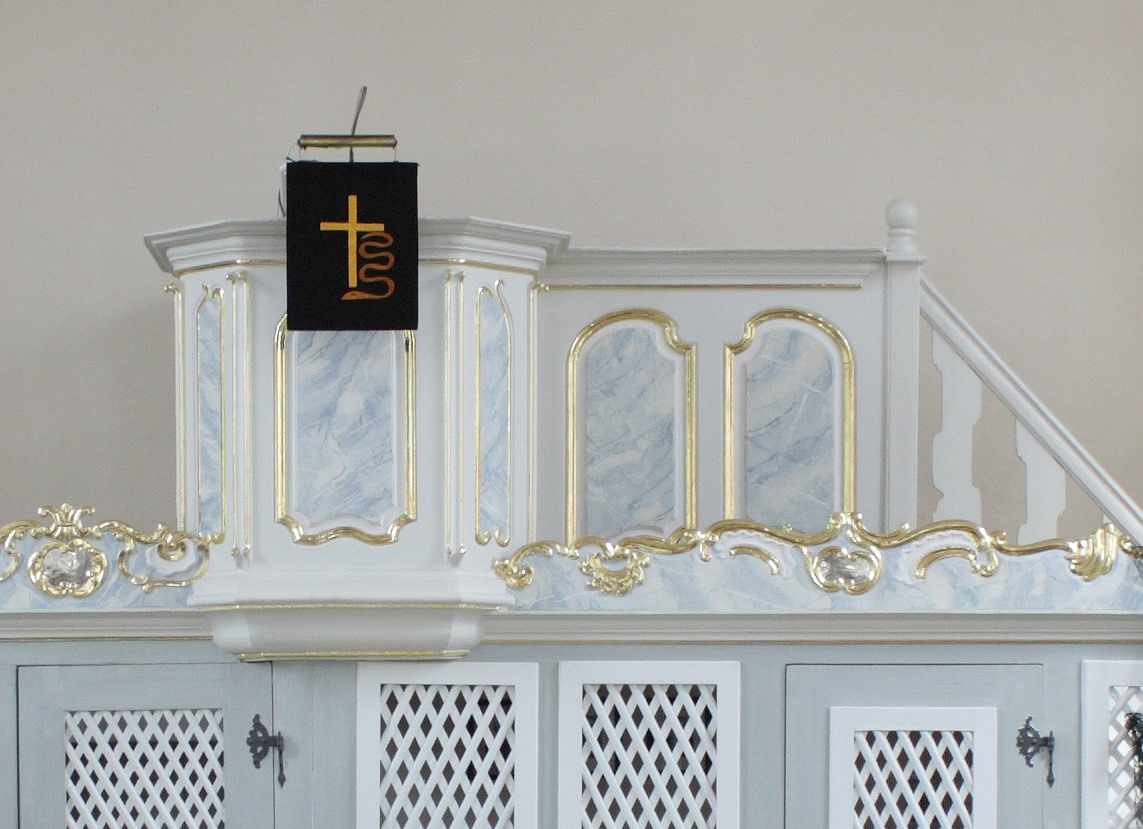
Detailblick auf Kanzel und Pfarrgestühl

Seit 1261 besteht in Hochstätten wahrscheinlich eine eigene Pfarrei. Die protestantische Kirche – mit spätbarockem Saalbau von 1772 und romanischen Turm aus dem 13. Jahrhundert, dem ältesten Gebäudeteil der Kirche – ist heute noch ortsbildprägend.
Das heutige Langhaus steht in südlicher Richtung und grenzt in seiner exponierten Lage unmittelbar an die Ortsdurchgangsstraße.
Die Kirche steht heute unter Denkmalschutz. Bei der letzten umfassenden Inneninstandsetzung im Jahr 1999 wurde sie neu gestaltet. Thema war die Neugestaltung des Kircheninnenraums mit neuem Farbkonzept sämtlicher Architektur- und Ausstattungselemente im barocken Stil.

## Architektur und Ausstattung

### Baugestalt
An den massiven Kirchturm grenzt das schiefergedeckte, im Süden abgewalmte, Satteldach des Langhauses. Mauerreste und Fundamente lassen vermuten, dass das Kirchenschiff früher nach Westen und damit der typischen Ost-West-Ausrichtung folgte.
Der im romanischen Stil erbaute Kirchturm wurde mit spätgotischen Elementen verändert. Mit seinen zwei Metern dicken Grundmauern, einem quadratischen Grundriss von 7 Metern und einer Höhe von etwa 25 Metern bis zum First des Satteldaches wirkt er gedrungen und hat den Charakter eines Wehrturms. Das Satteldach endet an der West- und Ostseite in der Giebelaufmauerung mit je einem Steinkreuz. Die Turmfenster sind schießschartenartig übereinander und unter der Traufe horizontal angeordnet. Mit dem achteckigen Dachreiter mit Helm und Wetterhahn erreicht der Turm seine Gesamthöhe von ca. 31 Metern.
Die heutige Hauptansicht befindet sich auf der Südseite des Kirchengebäudes mit einfacher symmetrischer Gliederung.
Das Eingangsportal mit darüberliegendem, runden Fenster und einem Dachaufbau mit eingebautem Zifferblatt mit Zeigern bilden die Mittelachse gerahmt von je einem hohen Rundbogenfenster.

### Ausstattung
Zur barocken Ausstattung zählt die 1776/77 von Philipp Daniel Schmidt aus Meisenheim gebaute Orgel, deren Prospekt mit reichem Schnitzwerk verziert ist, und die Kanzel mit dreiseitig umlaufendem vergittertem Pfarrgestühl.
Das Geläut mit drei Glocken und das Uhrwerk, dessen Antriebswelle den gesamten Dachstuhl des Kirchenschiffs durchlaufen und die dortigen Zeiger des Zifferblatts antreiben, sind in einem Glockenstuhl im Turm unterhalb der Traufe installiert.

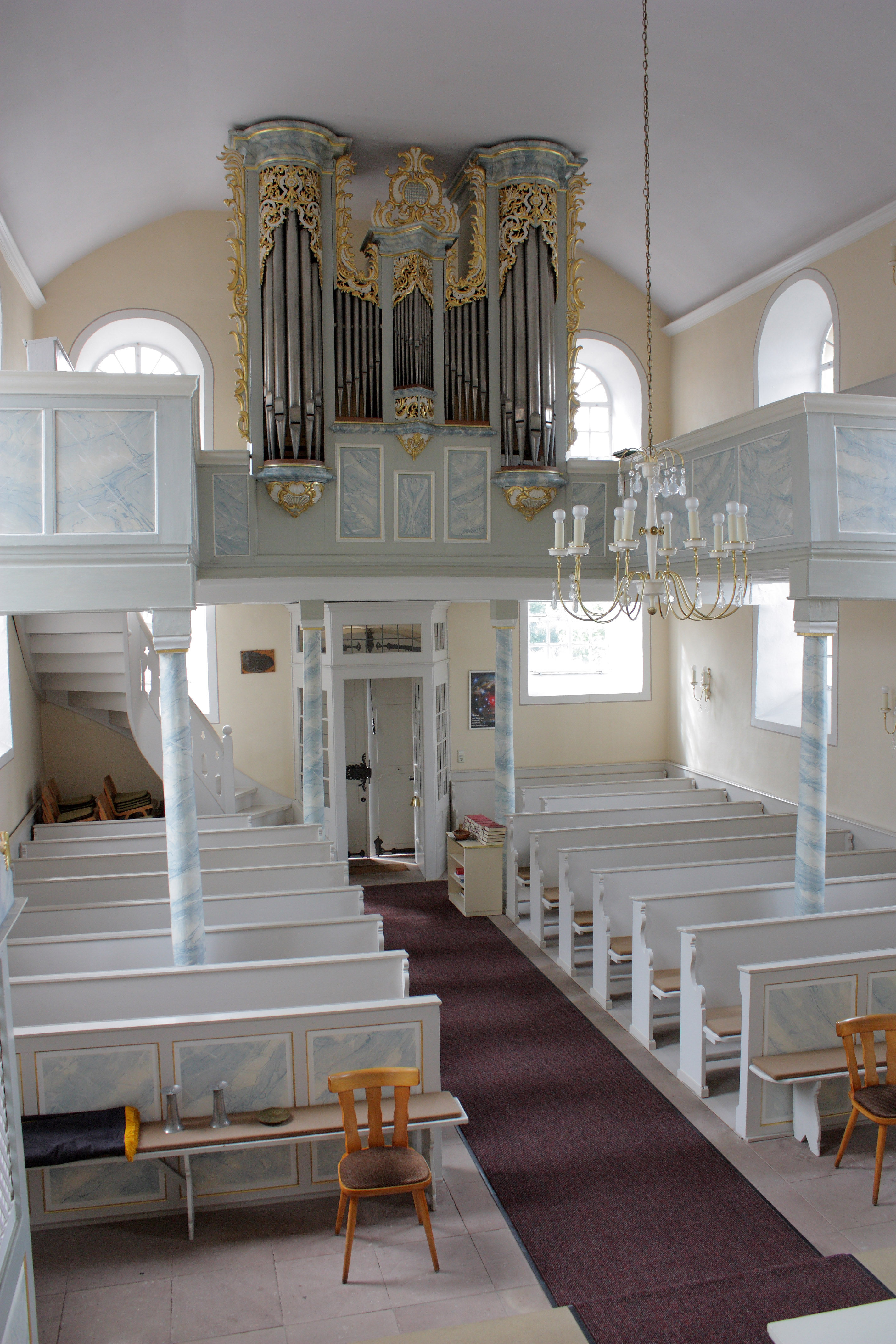
Innenraum, Kirchenschiff mit Empore und Orgel

## Chronik/Bautafel
| Dat./Epoche | Ereignis/Baumaßnahme             | Anmerkungen/Baubeschreibung/Ausführung | Bauherr/Baumeister/Architekt |  |
| ----------- | -------------------------------- | --- | --- |  |
| 1261        | Erste Kirche                     | wahrscheinlich erstes Kirchengebäude | |  |
| 13. Jhd.    | Chorturm                         | mit spätgotischen Veränderungen | |  |
| 1772        | Neuerrichtung des Kirchenschiffs | Anbau an der Suedseite des Turms, Grundsteinlegung 7. Juli 1772, Einweihung 9. Oktober 1773 | |  |
| 1777        | Orgelbau                         | | Philipp Daniel Schmidt, Meisenheim |  |
| 1989/90     | Außeninstandsetzung              | Instandsetzung der Fassade, Sanierputz, Natursteinarbeiten am Sockel, Sandsteingewände der Fenster, Einbau eines Ringankers zur Gebäudestabilisierung, Umfang der Baumaßnahme etwa EUR                                                                     | Bauherr: protestantische Kirchengemeinde Hochstätten, Landeskirchenrat Speyer - Bauabteilung, Projektleitung: Spindler, A., Münster-Sarmsheim            |  |
| 1998–99     | Inneninstandsetzung              | Umfassende Instandsetzung des Holzwerks (Gestühl, Empore), Restaurator Müller, R. u. Seibel, Ch., Alzey, Sanierputz, Elektrik, Natursteinarbeiten, Farbgestaltungs- und Beleuchtungskonzept, Umfang der Baumaßnahme etwa 101.000 EUR                       | Bauherr: protestantische Kirchengemeinde Hochstätten, Landeskirchenrat Speyer - Bauabteilung, Projektleitung: arcotop - plan.buero hp.mohr, Rockenhausen |  |
| 2000        | Wiedereinweihung                 | | |  |
| 2019        | Fenster- und Außensanierung      | Instandsetzung der Fenster, Einbau einer elektr. automat. Fensteröffnungsanlage zur Stabilisierung des Innenraumklimas, Ausbesserungsarbeiten an der Fassade v. a. an der Straße: Putzausbesserung, Natursteinarbeiten Umfang der Baumaßnahmen: 73.000 EUR | Bauherr: Prot. Kirchengemeinde Hochstätten, Landeskirchenrat Speyer - Bauabteilung Projektleitung: Müller & Mizera, Kirchheimbolanden                    |  |